# Église Saint-Nicolas de Čelebići
Pour les articles homonymes, voir Église Saint-Nicolas.
L'église Saint-Nicolas (en serbe cyrillique : Храм светог Николаја ; en serbe latin : Hram svetog Nikolaja) est située en Bosnie-Herzégovine, sur le territoire du village de Čelebići et dans la municipalité de Foča. Elle a été construite dans la première moitié du XIXe siècle et est inscrite sur la liste des monuments nationaux de Bosnie-Herzégovine.